# 스모토시
스모토시(일본어: 洲本市)는 일본 효고현 아와지섬의 중부 서쪽에서 남동쪽으로 가로지르고 아와지시, 미나미아와지시와 접하는 시이다.
2006년 2월 11일에 스모토시(인구 38,926명)와 쓰나군 고시키정(인구 11,100명)의 신설 합병으로 새로운 스모토시(인구 50,026명, 18,684세대)가 탄생했다. 이 결과 아와지섬에서 "군"이 소멸하였다.

## 지리
세토 내해 동쪽에 떠 있는 아와지섬의 중앙부에 위치하고 오사카만, 기탄 해협, 기이 수도, 하리마나다와 접하며 고베, 오사카까지 약 60-70km 거리에 있다. 또 세토 내해식 기후에 속해 온난하고 살기 좋은 기후이다.
중심부에서는 스모토강이 오사카만으로 흘러들고 하류 유역에는 조카마치(성시)를 기반으로 하는 중심 시가지가 형성되어 있다. 오하마 공원, 미쿠마산, 나루가섬 등은 세토 내해 국립공원으로 지정된 지역이며, 경승지의 보고이기도 하다.

### 인접한 자치체
- 아와지시
- 미나미아와지시

### 기후
| 스모토시의 기후                                              | 스모토시의 기후 | 스모토시의 기후 | 스모토시의 기후 | 스모토시의 기후 | 스모토시의 기후 | 스모토시의 기후 | 스모토시의 기후 | 스모토시의 기후 | 스모토시의 기후 | 스모토시의 기후 | 스모토시의 기후 | 스모토시의 기후 | 스모토시의 기후 |
| 월                                                           | 1월             | 2월             | 3월             | 4월             | 5월             | 6월             | 7월             | 8월             | 9월             | 10월            | 11월            | 12월            | 연간            |
| ------------------------------------------------------------ | --------------- | --------------- | --------------- | --------------- | --------------- | --------------- | --------------- | --------------- | --------------- | --------------- | --------------- | --------------- | --------------- |
| 역대 최고 기온 °C (°F)                                       | 19.5 (67.1)     | 22.2 (72.0)     | 24.4 (75.9)     | 28.3 (82.9)     | 32.2 (90.0)     | 34.5 (94.1)     | 37.1 (98.8)     | 38.0 (100.4)    | 36.2 (97.2)     | 30.1 (86.2)     | 26.0 (78.8)     | 21.8 (71.2)     | 38.0 (100.4)    |
| 일평균 최고 기온 °C (°F)                                     | 9.7 (49.5)      | 10.6 (51.1)     | 14.3 (57.7)     | 19.5 (67.1)     | 24.2 (75.6)     | 26.4 (79.5)     | 30.6 (87.1)     | 32.3 (90.1)     | 28.2 (82.8)     | 22.9 (73.2)     | 16.9 (62.4)     | 12.3 (54.1)     | 20.7 (69.3)     |
| 일일 평균 기온 °C (°F)                                       | 5.5 (41.9)      | 5.8 (42.4)      | 9.2 (48.6)      | 14.2 (57.6)     | 19.0 (66.2)     | 22.4 (72.3)     | 26.6 (79.9)     | 27.7 (81.9)     | 23.9 (75.0)     | 18.3 (64.9)     | 12.8 (55.0)     | 8.1 (46.6)      | 16.1 (61.0)     |
| 일평균 최저 기온 °C (°F)                                     | 1.7 (35.1)      | 1.7 (35.1)      | 4.3 (39.7)      | 9.2 (48.6)      | 14.2 (57.6)     | 18.8 (65.8)     | 23.4 (74.1)     | 24.3 (75.7)     | 20.5 (68.9)     | 14.6 (58.3)     | 9.0 (48.2)      | 4.4 (39.9)      | 12.2 (54.0)     |
| 역대 최저 기온 °C (°F)                                       | −5.2 (22.6)     | −6.1 (21.0)     | −4.0 (24.8)     | 0.1 (32.2)      | 5.5 (41.9)      | 9.5 (49.1)      | 15.5 (59.9)     | 16.9 (62.4)     | 12.1 (53.8)     | 5.8 (42.4)      | 0.7 (33.3)      | −3.0 (26.6)     | −6.1 (21.0)     |
| 평균 강수량 mm (인치)                                        | 48.2 (1.90)     | 67.1 (2.64)     | 109.0 (4.29)    | 117.5 (4.63)    | 145.0 (5.71)    | 198.2 (7.80)    | 182.2 (7.17)    | 117.0 (4.61)    | 223.6 (8.80)    | 185.6 (7.31)    | 91.5 (3.60)     | 75.1 (2.96)     | 1,559.9 (61.41) |
| 평균 강수일수 (≥ 0.5 mm)                                     | 7.5             | 7.8             | 10.7            | 10.5            | 10.4            | 12.7            | 10.8            | 7.3             | 10.9            | 9.8             | 7.7             | 7.9             | 114.1           |
| 평균 상대 습도 (%)                                           | 69              | 68              | 65              | 67              | 71              | 78              | 76              | 80              | 82              | 76              | 72              | 70              | 73              |
| 평균 월간 일조시간                                           | 125.0           | 142.5           | 186.4           | 199.6           | 207.0           | 151.5           | 189.9           | 221.8           | 156.6           | 153.4           | 135.2           | 125.7           | 1,994.5         |
| 출처: 일본 기상청 (평년값: 1991년~2020년, 극값: 1919년~현재) |                 |                 |                 |                 |                 |                 |                 |                 |                 |                 |                 |                 |                 |

## 역사
- 1889년 4월 1일 - 정촌제 시행으로 쓰나군 스모토정이 성립하였다.
- 1940년 2월 11일 - 시로 승격해 스모토시가 되었다.
- 2006년 2월 11일 - 쓰나군 고시키정과 신설 합병해 새로운 스모토시가 성립하였다.

## 인구
(통계에는 구 고시키정 인구 포함) 고시키정과의 신설 합병 전에는 인구가 4만 명을 밑돌았으나, 신설 합병 후 5만 1000명, 현재는 약 4만 명 정도로 감소했다.
2010년 인구조사 대비 인구 증감을 보면 5.51% 감소한 47,271명으로, 증감률은 현내 41개 시정촌 중 34위, 49개 행정구역 중 42위이다.
| 연도 | 인구     | ±% |
| ---- | -------- | -- |
| 1970 | 56,171명 | —  |
| 1975 | 55,022명 | —  |
| 1980 | 54,826명 | —  |
| 1985 | 55,048명 | —  |
| 1990 | 54,049명 | —  |
| 1995 | 52,839명 | —  |
| 2000 | 52,248명 | —  |
| 2005 | 50,030명 | —  |
| 2010 | 47,254명 | —  |
| 2015 | 44,258명 | —  |
| 2020 | 41,236명 | —  |

## 교통

### 도로
- 고베-아와지-나루토 자동차도
- 국도 28호선

### 항구
- 스모토항(일본어판)
- 유라항